# Глущенко Яна Вікторівна
Яна Вікторівна Глущенко (нар. 8 липня 1986, Мелітополь)  — українська акторка. Колишня учасниця проєктів «Дизель студіо» (скетчком «На трьох», концертне шоу «Дизель шоу»).

## Біографія
Народилася 8 липня 1986 року в Мелітополі. Мати, Олена Павлівна — кондитерка, приватна підприємиця. Батько, Віктор Олегович — військовий.
2003 року закінчила київську середню школу № 247.
2004 року вступила на акторський факультет Київського національного університету театру, кіно і телебачення імені Карпенка-Карого (КНУТКіТ) (курс народного артиста України Бориса Вознюка), а з другого року навчання — курс відомого театрального режисера Станіслава Мойсеєва (Київський академічний Молодий театр, Національний академічний драматичний театр імені Івана Франка).
1 квітня 2017 року одружилася з українським продюсером Олегом Збаращуком (продюсер гурту ТІК і Ірини Білик, концертний директор «Дизель студіо»). 4 жовтня 2017 року народила сина Тамерлана.
З дитинства любить тварин, займається благодійністю.

## Акторська кар'єра

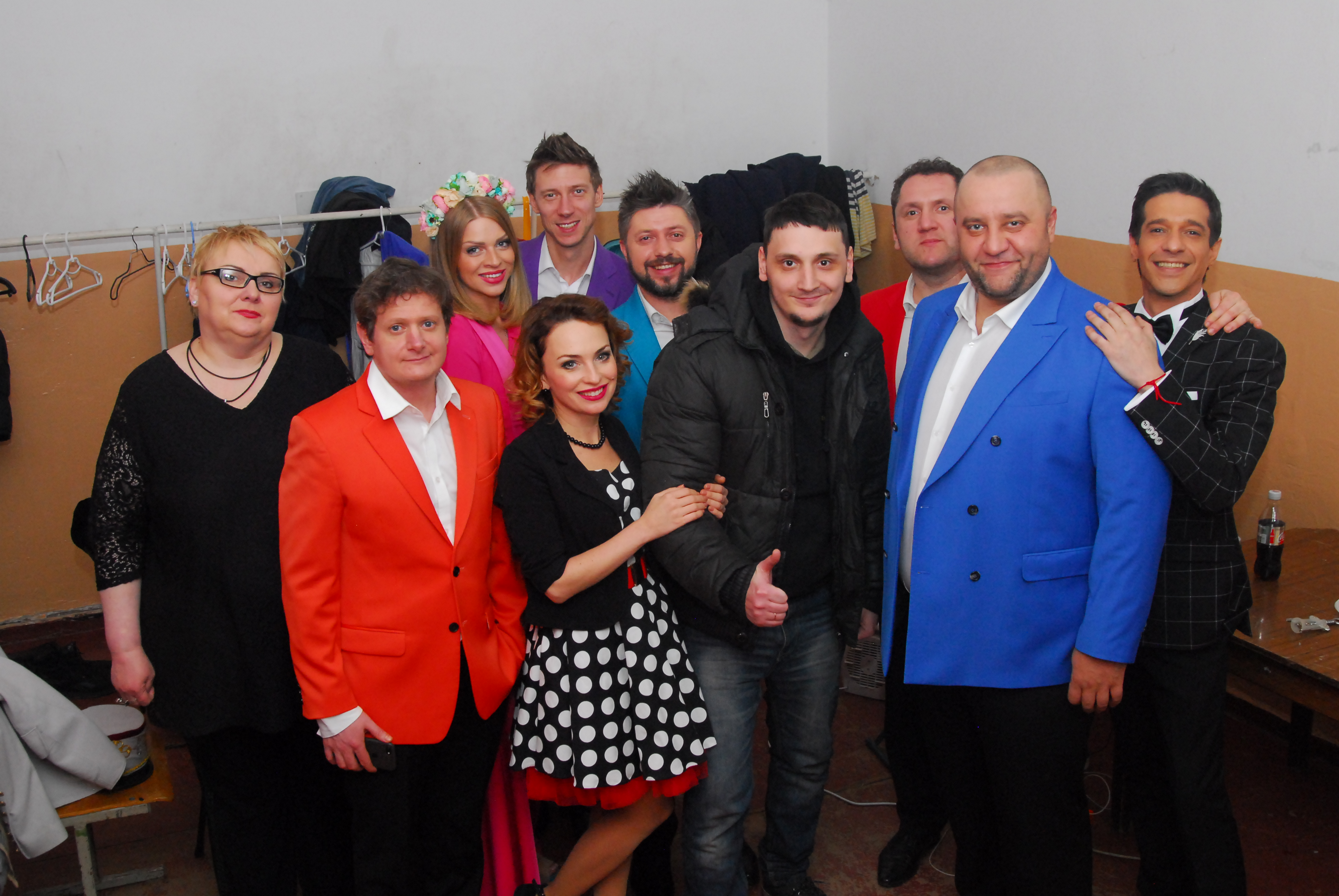

З 2004 року Глущенко почала активно зніматися в теле- та кінопроєктах.
Першою стала головна роль в реаліті-шоу «Помагайці» («Новий канал»).
Перша епізодична роль у кіно — продавчиня у квітковому магазині («Російські ліки»).
Початком серйозної акторської гумористичної кар'єри акторка вважає роботу в проєкті «Велика різниця по-українськи».
2013 — роль у драмі «Пізнє каяття» (режисер Оксана Байрак).

2014 — «Рятувальники Алупки» (режисер Олексій Даруга).
З 2015 року — акторка проєктів «Дизель Студіо»: скетчком «На трьох», концерти «Дизель Шоу» (телеканал ICTV).
5 червня 2025 року покинула Дизель студіо.

## Фільмографія
- 2004 — «Російські ліки».
- 2007 — Анфіса. «Охламон». Режисер Д. Панченко. Профіль-престиж
- 2007-2008 — Світланка (68 серія «Заручник почуттів»). «Повернення Мухтара-4», 68 с. «Заручник почуттів». Режисер В. Златоустівський. Студія «2В» на замовлення НТВ
- 2008 — Катя. «День залежності». Режисер С. Альошечкін. Star Media
- 2008 — «Почати спочатку. Марта». Режисер І. Копилов. Star Media
- 2008 — Альона. «Карасі». Режисер С. Крутін. Star Media
- 2009 — Сереброва. «Згідно із законом» 39 с. «Фото на пам'ять». Режисери А. Руденко, М. Мехеда, К. Шихару. Film.ua
- 2011 — «Ластівчине гніздо». Режисери К. Кашликов, О. Тименко. Френдс продакшн
- 2011 — Анжела. «Ліки для бабусі». Режисер С. Альошечкін. Кінокомпанія УПС
- 2011 — Блонда. «Три сестри». Режисер К. Бін. Гольфстрім
- 2011 — Зоя Павлівна. «Байки Мітяя». Режисер А. Кірющенко. Студія Квартал-95
- 2011 — Катя. «Сім верст до небес». Режисер Ю. Павлов. Кінокомпанія УПС
- 2011 — Анжела. «Таксі». Режисер А. Щербаков. Film.ua
- 2011 — Маринка. «Здрастуй, мамо». Режисер Я. Ластовецький. Istil Studios
- 2011 — «Нехай говорять». Режисер С. Альошечкін. Кінокомпанія УПС.
- 2011 — Лєра. «Лють» ф. 2 «Дезертир». Режисери І. Копилов, А. Азаров, С. Чекалов. Star Media
- 2012 — Анжела. «Мріяти не шкідливо». Режисер Ю. Павлов. Кінокомпанія УПС
- 2012 — Світлана. «Мамо, я льотчика люблю». Режисер А. Ігнатуша. Кіностудія ім. О. Довженка
- 2012 — Женя Бєлова. «Мамочка моя». Режисер А. Чеботарьова. Кінокомпанія УПС
- 2012 — Лена Чернова. «Батьківський інстинкт». Режисер А. Азаров. Кінокомпанія УПС
- 2013 — «Великі почуття». Режисер С. Атрощенко. IQ-production
- 2013 — «Штучки». Режисер А. Богданенко. ЛВ Студіо
- 2013 — «Одинокі серця». Режисер С. Комаров. Кінокомпанія УПС
- 2013 — Анна Іпатова. «Жіночий лікар-2», 5 с. Режисер А. Гойда. Film.ua
- 2013 — Каміла. «Пастка». Режисер С. Коротаєв. Film.ua
- 2013 — Ліка. «Пізнє каяття». Режисер О. Байрак. Film.ua
- 2013 — «Онлайн». Режисер Н. Пасеницька. Гольфстрім продакшн на замовлення НЛО TV;
- 2014 — «В мережі». Режисер Андрій Осмоловський. Студія 12/12
- 2014 — Жанна. «Вітряна жінка». Режисер О. Перуновська. FILM.UA та INTRA FILM
- 2014 — Лєра Крестовська. «Швидка допомога». Режисери М. Литвинов, Є. Стрельнікова. StarLight Films
- 2014 — Альбіна (головна роль). «Рятувальники Алупки». Режисер А. Даруга. РіК
- 2014 — Віра. «Криве дзеркало душі». Режисер М. Мехеда. Star Media
- 2014 — Марта. «Справа для двох» ф. 3 «Больова точка». Режисери А. Азаров, К. Шихар. УПС
- 2015 — Саша. «Гречанка». Режисери І. Забара, І. Громозда. Film.UA
- 2015 — Юля (головна роль). «Даєш молодь. Це любов…». Режисер А. Богданенко. IQ-production